# Мастищево
Мастищево — деревня в Лотошинском районе Московской области России.
Относится к городскому поселению Лотошино, до реформы 2006 года относилась к Михалёвскому сельскому округу. Население — 21 чел. (2010).

## География
Самый южный населённый пункт городского поселения Лотошино и Лотошинского района. Расположен недалеко от границы с Волоколамским и Шаховским районами, примерно в 10 км к юго-востоку от районного центра — посёлка городского типа Лотошино, на левом берегу реки Хмелёвки, впадающей в Колпяну (бассейн Шоши). Автобусная остановка на маршруте Лотошино — Волоколамск. Соседние населённые пункты — деревни Кульпино, Васильевское Шаховского района и Петровское Волоколамского района.

## Исторические сведения
До 1924 года деревня входила в состав Кульпинской волости Волоколамского уезда Московской губернии, а после её упразднения — в состав вновь образованной Раменской волости.
По сведениям 1859 года Мастищево — владельческая деревня по правую сторону Московского тракта от границы Зубцовского уезда на г. Волоколамск, при колодце, в 24 верстах от уездного города, с 19 дворами и 159 жителями (73 мужчины, 86 женщин).
По материалам Всесоюзной переписи населения 1926 года являлась центром Мостищевского сельсовета, в ней проживало 296 человек (144 мужчины, 152 женщины), насчитывалось 55 хозяйств, имелась школа.

## Население
| 1852 | 1859 | 1926 | 2002 | 2006 | 2010 |
| ---- | ---- | ---- | ---- | ---- | ---- |
| 181  | ↘159 | ↗296 | ↘26  | ↗27  | ↘21  |